# The Moonraker
The Moonraker (bra O Espadachim do Rei) é um filme britânico de 1958, do  gênero drama histórico-aventuresco, dirigido por David MacDonald, com roteiro de Robert Hall, Wilfred Eades e Alistair Bell baseado na peça de Arthur Watkin, música de Laurie Johnson.

## Sinopse
Inglaterra, 1651, fim do período revolucionário, Oliver Cromwell quer capturar o rei Carlos 2.º, que, protegido por um nobre espadachim, tenta fugir para a França.

## Elenco
- George Baker ....... conde Anthony ("Moonraker")
- Sylvia Syms .......  Ann Wyndham
- Marius Goring ....... coronel Beaumont
- Peter Arne ....... Edmund Tyler
- Clive Morton ....... lorde Harcourt
- Gary Raymond ....... Charles Stuart
- Richard Leech ....... Henry Strangeways
- Iris Russell ....... Judith Strangeways
- Michael Anderson Jr. ....... Martin Strangeways
- Paul Whitsun-Jones ....... Parfitt
- John Le Mesurier ....... Oliver Cromwell
- Patrick Troughton ....... capitão Wilcox
- Julian Somers ....... capitão Foster
- Sylvia Bidmead ....... Meg
- Patrick Waddington ....... lorde Dorset